# Robin Hood's Bay
Robin Hood's Bay (engleză pentru Golful lui Robin Hood) este un oraș în comitatul North Yorkshire, regiunea Yorkshire and the Humber, Anglia. Orașul se află în districtul Scarborough.